# Полигамма-функция

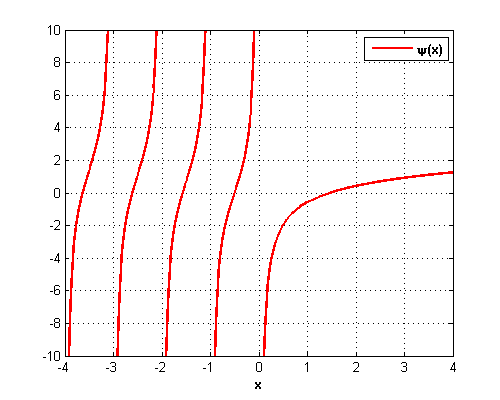
Дигамма-функция

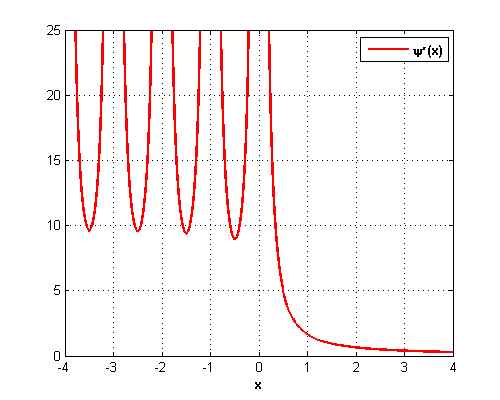
Тригамма-функция

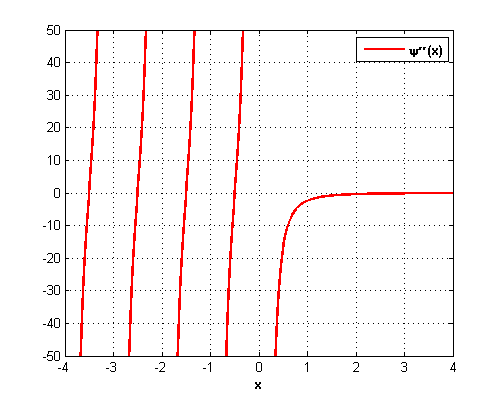
Тетрагамма-функция

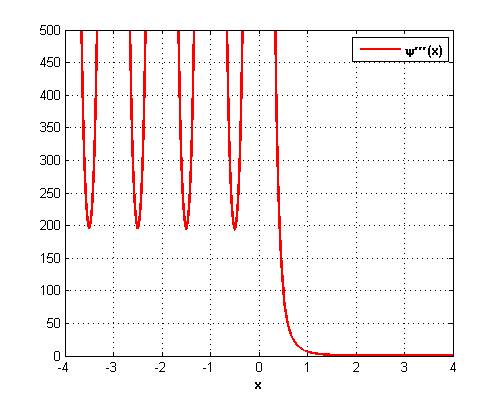
Пентагамма-функция

Полига́мма-фу́нкция порядка m в математике определяется как (m+1)-я производная натурального логарифма гамма-функции,
{\displaystyle \psi ^{(m)}(z)={\frac {{\rm {d}}^{m}}{{\rm {d}}z^{m}}}\psi (z)={\frac {{\rm {d}}^{m+1}}{{\rm {d}}z^{m+1}}}\ln \Gamma (z)\;,}
где {\displaystyle \Gamma (z)} — гамма-функция, а
{\displaystyle \psi (z)=\psi ^{(0)}(z)={\frac {\Gamma '(z)}{\Gamma (z)}}}
— дигамма-функция, которую также можно определить через сумму следующего ряда:
{\displaystyle \psi (z)=\psi ^{(0)}(z)=-\gamma +\sum \limits _{k=0}^{\infty }\left({\frac {1}{k+1}}-{\frac {1}{k+z}}\right)\;,}
где {\displaystyle {\textstyle {\gamma }}} — постоянная Эйлера—Маскерони. Это представление справедливо для любого комплексного {\displaystyle z\neq 0,\;-1,\;-2,\;-3,\ldots } (в указанных точках функция {\displaystyle {\textstyle {\psi (z)}}} имеет сингулярности первого порядка).
Полигамма-функцию также можно определить через сумму ряда
{\displaystyle \psi ^{(m)}(z)=(-1)^{m+1}\;m!\;\sum \limits _{k=0}^{\infty }\displaystyle {\frac {1}{(z+k)^{m+1}}}\;,\qquad m>0\;,}
который получается из представления для дигамма-функции дифференцированием по z. Это представление также справедливо для любого комплексного {\displaystyle z\neq 0,\;-1,\;-2,\;-3,\ldots } (в указанных точках функция {\displaystyle {\textstyle {\psi ^{(m)}(z)}}} имеет сингулярности порядка (m+1)). Оно может быть записано через дзета-функцию Гурвица,
{\displaystyle \psi ^{(m)}(z)=(-1)^{m+1}\;m!\;\zeta (m+1,z)\;.}
В этом смысле дзета-функция Гурвица может быть использована для обобщения полигамма-функции на случай произвольного (нецелого) порядка m.
Отметим, что в литературе {\displaystyle {\textstyle {\psi ^{(m)}(z)}}} иногда обозначается как {\displaystyle {\textstyle {\psi _{m}(z)}}} или явным образом указываются штрихи для производных по z. Функция {\displaystyle {\textstyle {\psi '(z)=\psi ^{(1)}(z)}}} называется тригамма-функцией, {\displaystyle {\textstyle {\psi ''(z)=\psi ^{(2)}(z)}}} — тетрагамма-функцией, {\displaystyle {\textstyle {\psi '''(z)=\psi ^{(3)}(z)}}} — пентагамма-функцией, {\displaystyle {\textstyle {\psi ^{(4)}(z)}}} — гексагамма-функцией, и т. д.

## Интегральное представление
Полигамма-функция может быть представлена как
{\displaystyle \psi ^{(m)}(z)=(-1)^{m+1}\int _{0}^{\infty }{\frac {t^{m}e^{-zt}}{1-e^{-t}}}{\rm {d}}t}
Это представление справедливо для Re z >0 и m > 0. При m=0 (для дигамма-функции) интегральное представление может быть записано в виде
{\displaystyle \psi (z)=\psi ^{(0)}(z)=-\gamma +\int _{0}^{\infty }{\frac {e^{-t}-e^{-zt}}{1-e^{-t}}}{\rm {d}}t=-\gamma +\int _{0}^{1}{\frac {1-t^{z-1}}{1-t}}{\rm {d}}t\;,}
где {\displaystyle {\textstyle {\gamma }}} — постоянная Эйлера—Маскерони.  

## Асимптотические разложения
При {\displaystyle z\to \infty \;} ({\displaystyle \;|\operatorname {arg} \;{z}|<\pi }) справедливо следующее разложение с использованием чисел Бернулли:
{\displaystyle \psi ^{(m)}(z)=(-1)^{m-1}\left[{\frac {(m-1)!}{z^{m}}}+{\frac {m!}{2z^{m+1}}}+\sum _{k=1}^{\infty }{\frac {(2k+m-1)!\;B_{2k}}{(2k)!\;z^{2k+m}}}\right]}
Разложение в ряд Тейлора вблизи аргумента, равного единице, имеет вид
{\displaystyle \psi ^{(m)}(z+1)=\sum _{k=0}^{\infty }(-1)^{m+k+1}(m+k)!\;\zeta (m+k+1)\;{\frac {z^{k}}{k!}}\;,}
где ζ обозначает дзета-функцию Римана. Этот ряд сходится при |z| < 1, и он может быть получен из соответствующего ряда для дзета-функции Гурвица. 

## Частные значения
Значения полигамма-функции при целых и полуцелых значениях аргумента выражаются через дзета-функцию Римана,
{\displaystyle {\begin{aligned}\psi ^{(m)}(1)&=(-1)^{m+1}m!\,\zeta (m+1),&m>0,\\\psi ^{(m)}{\bigl (}{\tfrac {1}{2}}{\bigr )}&=(-1)^{m+1}m!\,(2^{m+1}-1)\,\zeta (m+1),&m>0,\end{aligned}}}
а для дигамма-функции (при {\displaystyle m=0}) — 
{\displaystyle {\begin{aligned}\psi (1)&=\psi ^{(0)}(1)=-\gamma ,\\\psi ({\tfrac {1}{2}})&=\psi ^{(0)}{\bigl (}{\tfrac {1}{2}}{\bigr )}=-\gamma -2\ln {2},\end{aligned}}}
где {\displaystyle \gamma } — постоянная Эйлера–Маскерони.  
Чтобы получить значения полигамма-функции при других целых (положительных) и полуцелых значениях аргумента, можно использовать рекуррентное соотношение, приведённое ниже.

## Другие формулы
Полигамма-функция удовлетворяет рекуррентному соотношению
{\displaystyle \psi ^{(m)}(z+1)=\psi ^{(m)}(z)+{\frac {(-1)^{m}\;m!}{z^{m+1}}}\;,}
а также формуле дополнения
{\displaystyle \psi ^{(m)}(1-z)+(-1)^{m+1}\;\psi ^{(m)}(z)=(-1)^{m}\pi \,{\frac {{\rm {d}}^{m}}{{\rm {d}}z^{m}}}\operatorname {ctg} (\pi z)\;.}
Для полигамма-функции кратного аргумента существует следующее свойство:
{\displaystyle \psi ^{(m)}(kz)={\frac {1}{k^{m+1}}}\sum _{n=0}^{k-1}\psi ^{(m)}\left(z+{\frac {n}{k}}\right),\qquad m>0}
а для дигамма-функции ({\displaystyle m=0}) к правой части надо добавить lnk,
{\displaystyle \psi (kz)=\ln {k}+{\frac {1}{k}}\sum _{n=0}^{k-1}\psi \left(z+{\frac {n}{k}}\right).}